# 披头士狂热

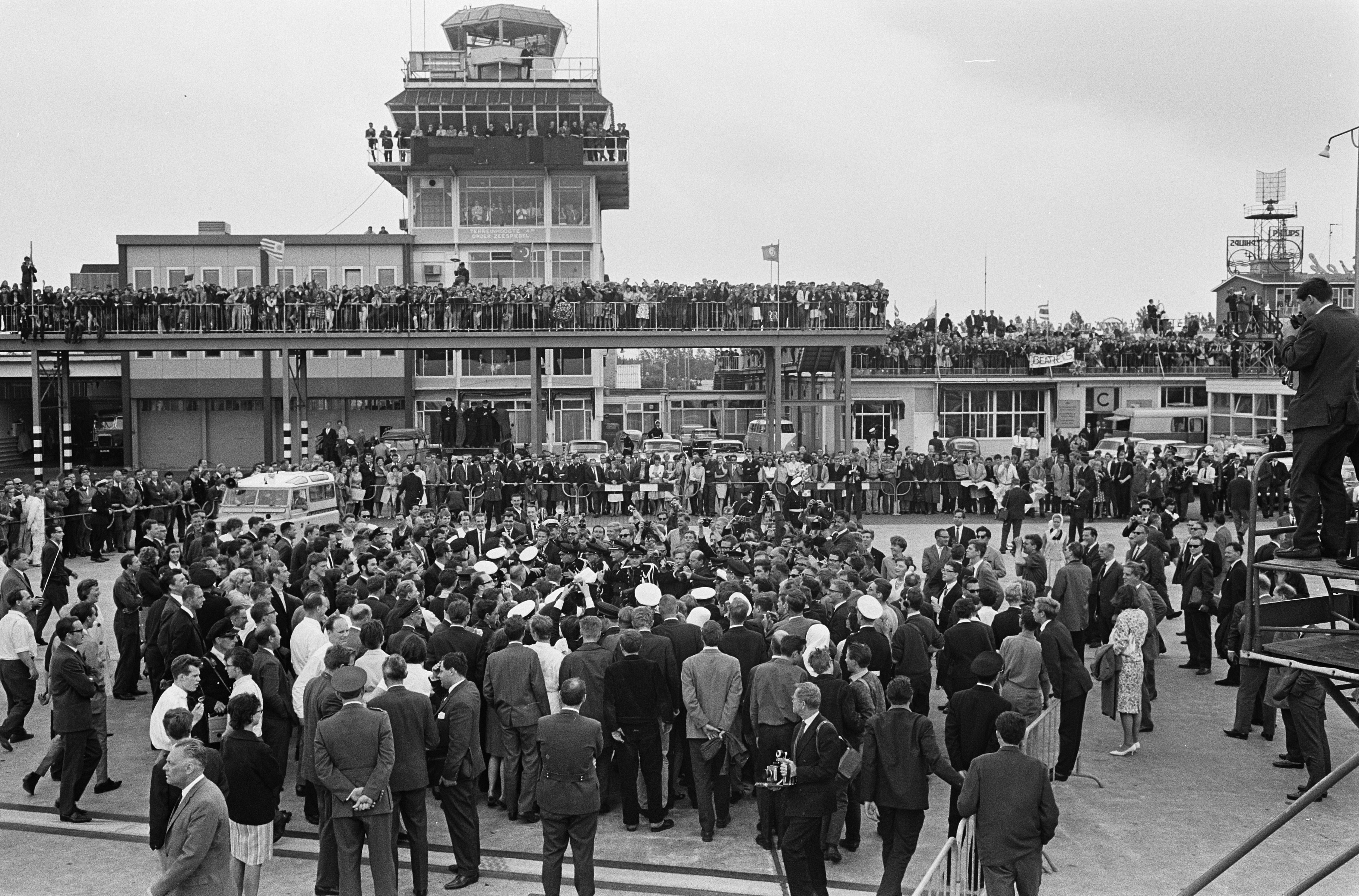
当披头士于1964年登录史基浦机场时，粉丝与媒体蜂拥而至的景象。

披头士狂热／披头士狂（英語：Beatlemania）通常指追崇英国乐队披头士的狂熱現象，近似但更早出现的词有李斯特狂熱。披頭四的歌迷因而出名，人稱披頭迷、披頭狂或披頭士；又因披頭四在港澳星馬舊稱「狂人樂隊」，其歌迷獲稱狂迷、狂人迷。

## 概况
当披头士的第一支单曲“Love Me Do”被发布后，这一歌迷群体就迅速开始流行起来。随着时间的推移，这一情况成为了一种现象，如一些疯狂的歌迷为了见上他们的偶像一面，便彻夜呆在披头士乐队成员的身边。
布萊恩·愛普斯坦曾经讲过，当披头士于1964年登陆美国肯尼迪国际机场的时候，披头士乐队就已经在全世界范围内迅速地普及开来。